# Wayne Williams
Pour les articles homonymes, voir Williams.
Wayne Williams, né le 27 mai 1958, aux États-Unis, est un supposé tueur en série afro-américain. Arrêté en juin 1981, dans la ville d'Atlanta, en Géorgie, il est soupçonné d'une série de meurtres d'enfants noirs, commise à partir de juillet 1979. Il est condamné à perpétuité le 27 février 1982 pour deux meurtres.

## Biographie
Wayne Bertram Williams naît le 27 mai 1958, à Atlanta, dans l'État de Géorgie, aux États-Unis,. Il est le fils unique de Homer et Faye Williams, deux enseignants. Durant son enfance, le jeune Wayne Williams développe un intérêt pour la radiocommunication et la photographie, que pratique son père en amateur pour le compte d'un journal local. Dans le foyer familial, il crée, avec deux camarades de classe, une station de radio amateur, émettant dans son quartier, située à l'ouest du centre-ville. Au début des années 1970, le passe-temps devient une entreprise : la radio locale WRAZ. Celle-ci fait faillite durant l'automne 1976, au moment où Wayne Williams termine ses études secondaires. Il poursuit son parcours scolaire à l'université d'État de Géorgie, mais abandonne au bout de deux ans. En parallèle, le jeune entrepreneur gère un groupe de musique et produit des reportages d'actualité locale.

## Série de meurtres d'enfants à Atlanta
Fin juillet 1979, les corps sans vie de deux enfants afro-américains sont découverts dans un quartier pauvre du sud-ouest de la ville d'Atlanta, en Géorgie, aux États-Unis. La police locale ouvre une enquête une année plus tard, alors que trois adolescents noirs sont portés disparus et qu'autant de nouveaux meurtres d'enfants ont été signalés. Elle reçoit le renfort d'agents fédéraux et de policiers de l'État, ainsi qu'un financement d'un million et demi de dollars de la part de l'administration Reagan,. L'été 1981, le décompte des victimes d'un possible tueur en série se monte à trente. Plusieurs corps sont retrouvés dans la Chattahoochee, un cours d'eau qui traverse la ville.

## Arrestation d'un suspect
Le 22 mai 1981, des policiers en planque, de nuit, près d'un pont enjambant la Chattahoochee arrêtent une voiture puis interrogent son conducteur, suspecté d'avoir jeté quelque chose dans la rivière. Le 24 mai, un corps est repêché dans celle-ci, là où un mois plus tôt le cadavre d'une autre victime a été découvert. Wayne B. Williams, le jeune Afro-Américain de 22 ans, contrôlé deux jours plus tôt, devient le suspect numéro un de l'équipe spéciale chargée de l'enquête,. Après des vérifications policières, il est arrêté le 21 juin 1981. Fin février 1982, il est condamné à une double peine de prison à vie pour deux meurtres. Au cours de son procès, dix autres homicides volontaires lui sont attribués sans accusation formelle. Considérant qu'avec la condamnation de Wayne Williams, la série de meurtres d'enfants est élucidée, la police dissout le groupe d'enquête et le FBI cesse ses recherches. Les autorités municipales, le maire d'Atlanta, Maynard Jackson, en tête, s'empressent de déclarer publiquement le retour à la normale. Le scepticisme se maintient cependant, notamment parmi les parents de plusieurs victimes.
En mars 2019, la maire d'Atlanta, Keisha Lance Bottoms, demande la réouverture du dossier criminel et le réexamen des preuves matérielles, en exploitant les techniques modernes d'analyse génétique. En octobre 2021, la nouvelle enquête suit toujours son cours.

## Postérité
En 1985, dans un essai, Preuves de phénomènes invisibles (Evidence of Things Not Seen), l'écrivain James Baldwin met en doute la culpabilité de Wayne Williams,. 
En novembre 2005, Deep Purple a enregistré en hommage à Wayne Williams, sur l'album Rapture of the Deep, la chanson Wrong Man.
En 2016, dans l'album Birds in the Trap Sing McKnight de Travis Scott, le couplet d'André 3000 dans the ends fait référence à Wayne Williams.
En 2019, la saison 2 de la série Mindhunter est consacrée aux meurtres d'Atlanta et à Wayne Williams.